# Simon Lambert (écrivain)
Pour les articles homonymes, voir Lambert.
Ne doit pas être confondu avec Simon Lambert (hockey sur glace).
Simon Lambert, né le 9 octobre 1982 à Saint-Rédempteur au Québec, est un écrivain et critique de théâtre québécois.

## Biographie
Simon Lambert a grandi à Saint-Rédempteur, maintenant un quartier de la ville de Lévis. Il obtient un baccalauréat en philosophie de l’Université Laval complété à l'Université Louis-et-Maximilien de Munich en Allemagne ainsi qu'un certificat et une maitrise en création littéraire, complétée sous la direction de l'écrivain Alain Beaulieu.
Son premier roman, La Chambre remporte en 2010 le prix Robert-Cliche du premier roman. En 2017, il représente le Québec aux épreuves de littérature lors des VIIIes Jeux de la Francophonie à Abidjan en Côte d’Ivoire. 
Il codirige en 2015 la rédaction du Livre qui fait dire oui sous la direction de Sol Zanetti, ainsi que la seconde édition revue et augmentée en 2018.
Il a collaboré à l'hebdomadaire Voir de 2011 à 2013 et est critique de théâtre depuis 2015 pour le quotidien Le Devoir.

## Thèmes
L’écriture de Simon Lambert aborde les relations amoureuses à l’ère du libéralisme et de la société de consommation, les effets de l’imaginaire pornographique dans la sexualité, ainsi que le désir masculin, et la violence dans les relations intimes,. Ses romans explorent souvent l'isolement et la solitude,.

## Œuvre
- Les Crapauds sourds de Berlin, 2020, Montréal, Hamac, 448 p.[17]
- La Chambre, 2010, Montréal, VLB éditeur, 176 p.[18] – Prix Robert-Cliche du premier roman
- Le Temps et le Regard (nouvelle), collectif Derrière les apparences, L'instant même, 2017[19]